# Cornelia Bodea
Cornelia Bodea (n. 8 aprilie 1916, Dud, România – d. 28 aprilie 2010, București, România) a fost un istoric, profesor doctor docent, cercetător științific. Din anul 1992 este membru titular al Academiei Române.

## Originea și studiile
S-a născut într-o familie cu vechi tradiții clericale, din părinții Cornel, preot ortodox în Dud, apoi în Dezna, și Xenia, născută Mărcuș. Pe linie maternă, mama descindea din familia lui Moise Nicoară și era nepoata memorandistului Aurel Suciu. 
Școala primară o începe la Dezna, iar apoi continuă școala la București unde urmează și clasele liceale. 
Urmează studiile superioare la Universitatea din București, Facultatea de Litere și Filozofie, specialitatea principală Istorie Universală și secundară Istoria Românilor și Istoria Bizanțului, avându-i profesori pe Nicolae Iorga și Gheorghe I. Brătianu. În anul 1937 a obținut licența cu distincția Magna cum laude. În același an a absolvit și Școala Superioară de arhivistică și Paleografie, iar în anul următor, Seminarul Pedagogic Universitar.
La 14 iunie 1941 și-a susținut teza de doctorat, începută sub îndrumarea lui Nicolae Iorga în 1937, publicată sub titlul, Moise Nicoară (1784-1861) și rolul său în lupta pentru emanciparea național religioasă a românilor din Banat și Crișana. Lucrarea a fost tipărită în anul 1943.

## Activitatea științifică
Cornelia Bodea a fost specialistă în istoria Epocii Moderne, concentrându-și atenția de-a lungul timpului asupra unor aspecte ce țin de politica lui Iosif al II-lea, de constituirea statului național modern și de activitatea desfășurată de diplomații secolului al XIX-lea. Mai mult decât atât, având în spate o bogată cercetare de tip arhivistic, Cornelia Bodea a publicat o serie de studii și lucrări referitoare la cele mai semnificative momente din istoria modernă a României. S-a evidențiat și prin cercetări asupra domeniului cultural și economic românesc, dar și prin crearea biografiilor unor personalități istorice de mare însemnătate.  
Din 1937 până în 1942 a funcționat ca bibliotecar (Biblioteca de Istorie Universală). În paralel, până la desființarea școlilor și învățământului particular, în anul 1948, a predat Istoria și Dreptul la Liceul „Notre Dame de Sion”, cu limba de predare franceza. Din februarie 1943 până în februarie 1949, a fost asistentă a istoricului Gheorghe I. Brătianu, predând seminarii de Bibliografie și Metodologie istorică. A fost exclusă din activitatea didactică pe motiv de origine socială și convingeri politice-naționale. 
În 1949 a fost primită, mai întâi în calitate de colaborator, apoi cercetător principal, la Institutul de Istorie „Nicolae Iorga”. Înlăturată temporar și de aici (în 1952), a fost reprimită în același an și a rămas în institut până la pensionare, în 1975, care însă nu a însemnat și abandonarea din partea sa a activității de cercetare și a scrisului. În 1969 primește titlul de doctor docent.
Între 1972-1974 și 1987-1989, a predat în Statele Unite ca Fulbright Visiting-Professor, la invitația expresă a Universităților „Boston College” (Boston) și „Ohio State University” (Columbus, Ohio), precum și în alte peste 40 de centre universitare. În 1989 a fost distinsă cu Diploma de onoare, acordată de Primăria orașului Boston (S. U. A.). Tot în această perioadă a participat la numeroase Congrese și alte manifestări științifice și culturale din țară și străinătate: SUA, Anglia, Austria, Franța, Ungaria, Germania. A cercetat arhive din SUA, Anglia, Austria, Franța, Ungaria.

## Distincție
- Odată cu împlinirea vârstei de 90 de ani, academicianul Cornelia Bodea a fost distinsă cu Ordinul Național "Steaua României" în grad de Mare Cruce,prin decret prezidențial.

## Lucrări
- 1937: Cetatea Deznei, monografie.[7]
- 1999: Folclorul rezistenței anticomuniste, 2 vol.
- 1996: România, atlas istorico-geografic
- 2001: Sir Arthur Nicolson, General Consul at Budapest, în: Memoriile Secției de Științe Istorice și Arheologie, 26 (2001), p. 71-84.
- 1982: Transylvania in the history of the Romanians - Cornelia Bodea, Virgil Cândea - 181 pagini
- 1982: 1848 la Români - Cornelia Bodea -  - 1276 pagini
- 2000: Romanian diaries 1944-1947 Burton Yost Berry - Cornelia Bodea -715 pagini
- 2002 :  Treasures of Jewish art: the 1673 illuminated scroll of Esther... - Cornelia Bodea -72 pagini
- 1970 :  The Romanians' struggle for unification, 1834-1849 - Cornelia Bodea, Liliana Teodoreanu
- 1988 :  R. W. Seton-Watson și românii: 1906-1920 - Volume 2, Cornelia Bodea, Hugh Seton-Watson, Academia de Științe Sociale și Politice a Republicii Socialiste România
- 1967 :  Lupta Românilor pentru unitatea națională: 1834-1849 - Cornelia Bodea - 390 pagini
- 2001 :  Moise Nicoară: Gyula (Ungaria) 1784 - București 1861 - Cornelia Bodea - 199 pagini
- 2006    Națiunea română: idealuri și realități istorice  - Cornelia Bodea, Al Zub, Venera Achim - 625 pagini
- 1996 :  România, atlas istorico-geografic - Cornelia Bodea -157 pagini
- 2004 :  Fața secretă a mișcării prepașoptiste române: unitatea națională - Cornelia Bodea 537 pagini
- 1972 :  Avram Iancu - Cornelia Bodea - 7 pagini
- 1982 :  1848 La Români o istorie în date și mărturii - Cornelia Bodea - 1276 pagini